# Accra
Accra je glavni i najveći grad Gane. Administrativno je, komunikacijsko i ekonomsko središte države. Smještena je na obali Gvinejskog zaljeva, 180 km zapadno od Loméa, prijestolnice Togoa. Godine 2000. imala je 1.658.937 stanovnika.

## Klima
Područje ima savansku klimu, koju karakterizira izmjena kišnih i sušnih razdoblja. Za vrijeme sušnih razdoblja (od studenog do ožujka) iz Sahare puše vrući vjetar Harmattan.

## Povijest
Grad je osnovan krajem 15. stoljeća. Vremenom je postao važan trgovački centar europskih naroda, najprije Portugalaca, a zatim i Šveđana, Nizozemaca, Francuza, Britanaca te Danaca. Od 1877. glavni je grad britanske kolonije Zlatne obale. Britanci su položili željezničku prugu kojom su prevažali poljoprivredne proizvode i mineralne sirovine iz unutrašnjosti. Do 1961. i izgradnje luke u obližnjoj Temi, Accra je bila i glavna luka Gane.
Godine 1948. u Accri su počeli nemiri protiv britanske vlasti, koji su u konačnici doveli do stjecanja neovisnosti Gane 1957. godine.

## Promet
Sjeveroistočno od centra grada nalazi se međunarodna zračna luka Kotoka. Željeznica Accru povezuje s Kumasijem i Sekondi-Takoradijem.

## Obrazovanje
Uz brojne osnovne i srednje škole, u Accri se nalaze i dva sveučilišta: University of Ghana i Ashesi University.

## Šport
Iz Accre je i najpoznatiji ganski nogometni klub te jedan od najpoznatijih u Africi, Accra Hearts of Oak SC, osvajač CAF Lige prvaka 2000. godine. Osim njih, na Sportskom stadionu Accra svoje domaće utakmice igra i ganska nogometna reprezentacija.

## Znamenitosti
Neke od znamenitosti Accre su Nacionalni muzej, u kojem se nalaze izlošci od prapovijesti do modernih vremena, modernističko Narodno kazalište, Trg neovisnosti sa Slavolukom neovisnosti, mauzolej Kwame Nkrumaha, ribarsko naselje Jamestown (nekad britanska Utvrda James) i tržnica Makola.
U Accri se nalaze dvije (od nekada tri) utvrde-dvorca koji su još 1979. godine upisani na UNESCO-ov popis mjesta svjetske baštine u Africi kao Kolonijalne utvrde i dvorci u Gani: Utvrda Osu (danas predsjednička palača) i Utvrda Ussher.

## Stanovništvo
Prema popisu iz 2000. godine, Accra je imala 1.658.937 stanovnika. Velika većina stanovnika su kršćani.

## Gradovi prijatelji
- Chicago, SAD

## Vanjske poveznice
- Službena stranica (engl.)

### Ostali projekti
- Vodič: Accra na Wikivoyageu